# Chipotle
Chipotle é um tipo de pimenta seca e defumada, amplamente utilizada na culinária mexicana. O nome tem origem no termo em náuatle chilpoctli ou pochilli, que significa literalmente "pimenta fumada" (chil = pimenta; poctli = fumo). O chipotle é valorizado por seu sabor defumado único e picância moderada, sendo um ingrediente essencial em muitos pratos mexicanos e de influência latina.

## Características
O chipotle é produzido a partir da defumação de pimentas maduras, geralmente da variedade jalapenho de Capsicum annuum. Durante o processo de defumação, as pimentas perdem a maior parte de seu teor de água, resultando em um produto seco e durável, com coloração castanha escura e textura enrugada. Outras variedades de pimenta, como serrano e meco, também podem ser usadas para produzir chipotle.
Existem diferentes tipos de chipotle, sendo os mais conhecidos:
- Chipotle morita: Mais comum, com um sabor ligeiramente mais doce e menor tempo de defumação.
- Chipotle meco: Defumado por mais tempo, resultando em um sabor mais intenso e coloração mais clara.[1]

## Uso culinário
O chipotle é amplamente utilizado em pratos de carne como frango, porco e vaca. Seu sabor defumado e picância equilibrada também o tornam um ingrediente popular em:
- Molhos: Como adobo e mole.
- Sopas: Em caldos e sopas como a tortilla soup.
- Marinadas e pastas: Para temperar carnes ou como base de molhos.
- Sanduíches: Misturado com maionese ou combinado com atum enlatado.[2]

Comercialmente, o chipotle pode ser encontrado em diferentes formas:
- Pimentas inteiras: Secas ou enlatadas em molho adobo.
- Pó: Amplamente utilizado como tempero seco.
- Pasta: Ideal para marinadas e molhos.

## História e cultura
O uso de pimentas defumadas remonta às práticas indígenas do México pré-colombiano, especialmente entre os astecas, que desenvolveram técnicas de defumação para conservar os alimentos por mais tempo. A pimenta jalapenho era particularmente adequada devido à sua espessura, que dificultava a secagem ao sol.
Hoje, o chipotle é um dos ingredientes mais conhecidos da culinária mexicana e é exportado para todo o mundo, sendo amplamente utilizado em cozinhas de fusão e pratos contemporâneos.

## Propriedades nutricionais
O chipotle é rico em:
- Vitamina C: Um antioxidante importante.
- Vitamina A: Essencial para a saúde ocular.
- Capsaicina: O composto responsável pela picância, que também possui propriedades anti-inflamatórias e metabólicas.[4]